# Comunitat de comunes de Nozay
La Comunitat de comunes de Nozay (en bretó Kumuniezh-kumunioù Nozieg) és una estructura intercomunal francesa, situada al departament del Loira Atlàntic a la regió País del Loira però a la Bretanya històrica. Té una extensió de 273,48 kilòmetres quadrats i una població de 15.877 habitants (2017).

## Composició
Agrupa 7 comunes :
1. Abbaretz
2. La Grigonnais
3. Nozay
4. Puceul
5. Saffré
6. Treffieux
7. Vay